# Phelsuma andamanensis
Phelsuma andamanensis is een hagedis die behoort tot de gekko's, het is een van de soorten madagaskardaggekko's uit het geslacht Phelsuma.

## Naam en indeling
De wetenschappelijke naam van de soort werd voor het eerst voorgesteld door Edward Blyth in 1861. Oorspronkelijk werd de wetenschappelijke naam Phelsuma andamanense gebruikt en in veel literatuur is de soort nog onder deze naam bekend.
De soortaanduiding andamanensis betekent vrij vertaald 'wonend op de Andamanen' en verwijst naar het verspreidingsgebied.

## Uiterlijke kenmerken
Phelsuma andamanensis bereikt een kopromplengte tot 5,6 centimeter en een totale lichaamslengte inclusief staart tot 14 cm. De hagedis heeft een groene kleur en heeft een vage tekening zonder strepen. Het aantal schubbenrijen op het midden van het lichaam bedraagt 80 tot 90.

## Verspreiding en habitat
Phelsuma andamanensis komt voor in delen van Azië en leeft endemisch in India. De gekko komt hier alleen voor op de eilandengroepen Andamanen en Nicobaren. De habitat bestaat uit vochtige tropische en subtropische laaglandbossen. Ook in door de mens aangepaste streken zoals plantages, landelijke tuinen en stedelijke gebieden kan de hagedis worden gevonden.

## Beschermingsstatus
Door de internationale natuurbeschermingsorganisatie IUCN is de beschermingsstatus 'veilig' toegewezen (Least Concern of LC).